# Sericospora
- Commons
- Wikispecies

Sericospora Nees, segundo o Sistema APG II, é um género botânico pertencente à família Acanthaceae.

## Espécie
- Sericospora crinita